# UTC+5:30
UTC+5:30 is de tijdzone voor:
| Landen en gebieden zonder zomertijd | Landen en gebieden zonder zomertijd | Landen en gebieden zonder zomertijd |
| ----------------------------------- | ----------------------------------- | ----------------------------------- |
| Land of gebied                      | nh/zh                               | Tijdzonenaam                        |
| India                               | *                                   | Indian Standard Time (IST)          |
| Sri Lanka                           | *                                   | Sri Lankatijd (SLT)                 |

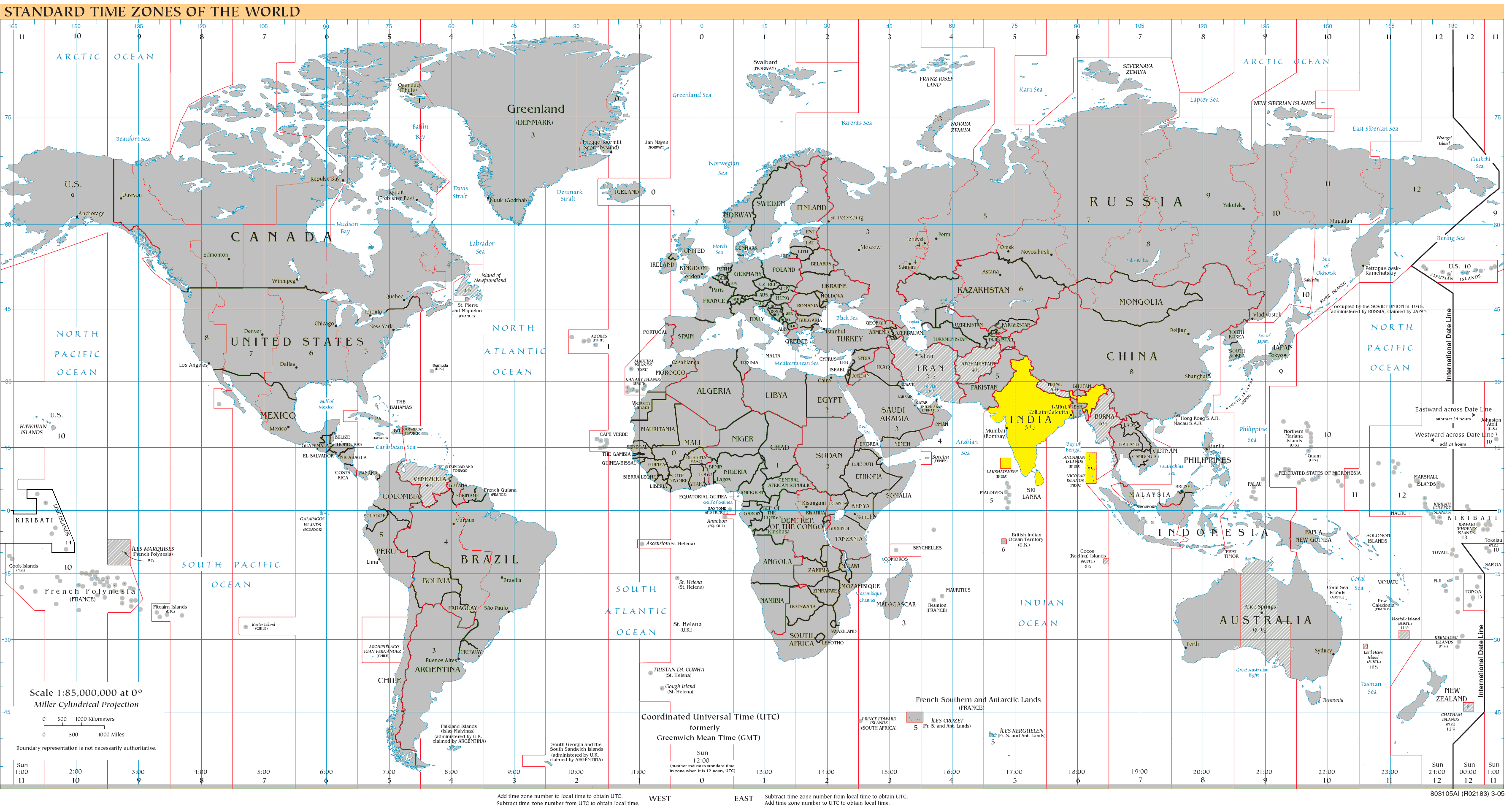
gehele jaar

Beide tijden worden berekend vanaf het observatorium in Allahabad in India, dat exact 5 uur en 30 minuten voor loopt op Greenwich Mean Time. Sri Lankatijd ging op 15 april 2006 0:00 uur over op 5:30 en kende daarvoor 10 jaar lang wel zomertijd.